# 朱活
朱活（1921年10月4日—1997年12月7日），号甦斋，男，浙江湖州人，中国钱币学家、先秦史学家，曾任中国钱币学会常务理事、名誉理事、学术委员会委员，以及山东省博物馆研究员等职。其研究领域主要是先秦钱币，在文献学、古文字学、考古学和历史学等方面也有大量著述。

## 生平
1921年，朱活出生于浙江湖州。因幼时曾得重病，后来痊愈，因此起名为“活”。1944年，于重庆国立中央大学毕业。曾先后在江苏徐州，山东济南、青岛等地院校任教。曾在中国科学院山东分院历史研究所从事研究工作，1959年开始任该所古史组负责人。1971年调山东省博物馆工作，1983年任该馆研究员，直至退休。
文化大革命时期，朱活曾被到山东曲阜活动的北京师范大学红卫兵指为孔子的“孝子贤孙”、“反革命修正主义分子”，曾与曲阜孔子像一起游街，一同被游街的是山东省副省长余修和中共曲阜县委书记李秀。
1987年，朱活突发脑溢血，抢救后留下难以好转的后遗症。1997年12月7日，因病去世。

## 社会兼职
曾任中国钱币学会第一、二届常务理事，第三、四届名誉理事，学术委员会委员；中国考古学会理事等多项职务。1986年3月5日，国家文物鉴定委员会在北京成立，朱活被聘为委员。

## 著作
朱活的研究领域主要是先秦钱币，在文献学、古文字学、考古学和历史学等方面也有大量著述。由其主编或创作的书籍有：
| 著作名称              | 出版年月   | 出版社     | 备注                               |
| --------------------- | ---------- | ---------- | ---------------------------------- |
| 古钱新探              | 1984年6月  | 齐鲁书社   | [ 6 ]                              |
| 古钱小辞典            | 1995年9月  | 文物出版社 | [ 7 ] [ 8 ]                        |
| 中国钱币大辞典·先秦编 | 1995年12月 | 中华书局   | 《中国钱币大辞典》编委兼先秦卷主编 |

## 奖项和荣誉
曾获得科研奖项“金泉奖”，曾被山东省政府授于“有突出贡献文化艺术工作者”称号，并获中国国务院颁发的“政府特殊津贴”证书。